# Andrej Páricka
Andrej Páricka (* 19. September 1975 in Kremnica) ist ein ehemaliger slowakischer Skilangläufer.

## Werdegang
Páricka, der für den ŠKP Štrbske Pléso startete, belegte bei den Junioren-Weltmeisterschaften 1994 in Breitenwang den 44. Platz über 30 km Freistil und den 14. Rang über 10 km klassisch und bei den Junioren-Weltmeisterschaften 1995 in Gällivare den 12. Platz über 10 km klassisch und den 11. Rang über 30 km Freistil. Im Dezember 1995 lief er in Santa Caterina Valfurva sein erstes Weltcupeinzelrennen, welches er auf dem 78. Platz über 10 km klassisch beendete. Seine besten Platzierungen bei den nordischen Skiweltmeisterschaften 1997 in Trondheim waren der 46. Platz in der Verfolgung und zusammen mit Ivan Bátory, Martin Bajčičák und Stanislav Ježík der neunte Rang in der Staffel. Im folgenden Jahr errang er bei seiner einzigen Olympiateilnahme in Nagano zusammen mit Ivan Bátory, Martin Bajčičák und Stanislav Ježík den 11. Platz in der Staffel. In der Saison 1998/99 belegte er bei den nordischen Skiweltmeisterschaften 1999 in Ramsau am Dachstein den 67. Platz über 10 km klassisch, den 52. Rang in der Verfolgung und den 11. Platz mit der Staffel und holte bei der Winter-Universiade 1999 in Štrbské Pleso die Goldmedaille mit der Staffel. Außerdem lief er dort auf den 30. Platz in der Verfolgung und auf den 19. Rang über 10 km klassisch. Sein letztes Weltcuprennen absolvierte er im März 2000 in Bormio und errang dabei den 69. Platz über 10 km klassisch.

## Teilnahmen an Weltmeisterschaften und Olympischen Winterspielen

### Olympische Winterspiele
- 1998 Nagano: 11. Platz Staffel

### Nordische Skiweltmeisterschaften
- 1997 Trondheim: 9. Platz Staffel, 46. Platz 15 km Verfolgung, 60. Platz 10 km klassisch, 62. Platz 30 km Freistil
- 1999 Ramsau: 11. Platz Staffel, 52. Platz 15 km Verfolgung, 67. Platz 10 km klassisch